# Голосящий КиВиН 1996
«Голося́щий КиВи́Н 1996» — второй музыкальный фестиваль команд КВН, и первый в Юрмале. Фестиваль состоялся в июле 1996 года, и с тех пор каждый год фестиваль проходит летом в Юрмале.

## Команды
На первый фестиваль в Юрмале были приглашены 12 команд:
| Название                         | Город                  | Страна      | Порядок выступления | Количество участий на фестивале |
| -------------------------------- | ---------------------- | ----------- | ------------------- | ------------------------------- |
| БГУ                              | Минск                  | Беларусь    | 12                  | 2                               |
| ДГУ                              | Днепропетровск         | Украина     | 10                  | 2                               |
| Запорожье — Кривой Рог — Транзит | Запорожье — Кривой Рог | Украина     | 9                   | 2                               |
| Иркутские декабристы             | Иркутск                | Россия      | 2                   | 1                               |
| Махачкалинские бродяги           | Махачкала              | Россия      | 11                  | 2                               |
| Настоящие тамады                 | Тбилиси                | Грузия      | 6                   | 1                               |
| Новые армяне                     | Ереван                 | Армения     | 8                   | 1                               |
| Огни Баку                        | Баку                   | Азербайджан | 3                   | 1                               |
| ПаРекс                           | Рига                   | Латвия      | 1                   | 1                               |
| Самарский самолёт                | Самара                 | Россия      | 7                   | 1                               |
| Сибирские богатыри               | Кемерово               | Россия      | 4                   | 2                               |
| СПбУЭиФ                          | Санкт-Петербург        | Россия      | 5                   | 2                               |

## Жюри
| ФИО              | Примечание                |
| ---------------- | ------------------------- |
| Анатолий Лысенко | Вручал «КиВиНа в тёмном»  |
| Марк Дубовский   |                           |
| Иван Демидов     |                           |
| Арнис Лицитис    |                           |
| Валдис Пельш     | Вручал «КиВиНа в светлом» |
| Андрей Макаревич | Вручал «КиВиНа в золотом» |

## Награды
- «Большой КиВиН в золотом» (за 1 место) — Махачкалинские бродяги
- «Большой КиВиН в светлом» (за 2 место) — Новые армяне
- «Большой КиВиН в тёмном» (за 3 место) — ПаРекс